# 環球路
環球路（Huanqiu Rd.）為高雄市路竹區的東西向重要道路，起端銜接湖內區東方路，末端銜接阿蓮區中正路，編號台28線，是往來湖內區、路竹區及阿蓮區重要道路。

## 行經行政區域
- 路竹區

## 沿線設施
（由西至東）
- 利永環球科技有限公司路竹電子廠
- 樹人醫護管理專科學校
  - 全家便利商店路竹樹人店
- 統一精工加油站路竹二站
- 7-ELEVEN環球門市
- 路竹果菜市場
- 高雄市政府環境保護局路竹區清潔隊垃圾場
- 中山高速公路路竹交流道
- 油機工業股份有限公司
- 慈陽科技工業股份有限公司
- 震南鐵線股份有限公司

## 公共自行車
- 高雄市公共自行車租賃系統：
  - 樹人醫護管理專科學校：環球路452號前

## 相關連結
- 高雄市主要道路列表